# Szihalom
Szihalom è un comune dell'Ungheria di 2.732 abitanti (dati 2001). È situato nella contea di Heves.